# Richard Henry Dana Jr.
Richard Henry Dana Jr. (Cambridge, 1º agosto 1815 – Roma, 6 gennaio 1882) è stato uno scrittore e navigatore statunitense.
Figlio del poeta e giornalista Richard Henry Dana senior, dopo aver abbandonato nel 1834 gli studi a Harvard (anche per problemi alla vista), a 19 anni si decise ad andare per mare, imbarcandosi a Boston come marinaio semplice.
Scrisse quindi il libro, considerato un classico della letteratura nautica, Two Years Before the Mast. A Personal Narrative of Life at Sea (tr. Due anni a prora), cronaca di una navigazione durata due anni (1834-1836) intorno al continente americano, qualche anno prima dell'apice della corsa all'oro.
Durante il viaggio, da Boston fino in California (allora ancora parte del Messico), Richard Dana doppiò Capo Horn. Uno dei primi esempi di narrativa di questo genere, servì da apripista ad una generazione di romanzieri del mare. Per la prima volta, senza eccessi di romanticismo e avventurismo, con descrizioni efficaci del lavoro giornaliero, dei rischi della navigazione e di rapporti con il comando, le vicende marinaresche acquistano una forma letteraria di stampo realistico e tuttavia ispirata, con il ritratto dei capricci umani e di quelli pericolosi del mare che fecero apprezzare il libro dal grande pubblico.
Twenty-Four Years After (tr. Ventiquattro anni dopo, 1869) riprende il viaggio principale verso la California come una sorta di ragionamento su quei tempi americani (in edizioni moderne lo scritto è spesso in appendice).
The Seaman's Friend (tr. L'amico del marinaio, 1841), il libro successivo, affrontò le caratteristiche e le tecniche della navigazione, comprese indicazioni di diritto internazionale. Infatti al suo ritorno Dana si laureò in legge, specializzandosi in diritto marittimo.
Divenne poi un attivo sostenitore dell'abolizione della schiavitù, aiutando a fondare il partito contrario alla schiavitù Free Soil Party nel 1848 e prendendo la difesa legale dello schiavo in fuga Anthony Burns, nel processo di Boston del 1854.
Nel 1853 rappresentò William Green Morton, scopritore delle proprietà anestetiche dell'etere dietilico, nel suo tentativo non riuscito di brevettarne l'uso.
Nel 1859 Dana visitò anche Cuba, di cui in quel momento il Senato statunitense dibatteva la possibile ammissione negli Stati Uniti. To Cuba and Back (tr. Cuba andata e ritorno, 1859) è il resoconto del viaggio, con descrizioni entusiaste della città di Avana, delle piantagioni di canna da zucchero, di combattimenti di tori, con descrizioni di chiese, ospedali, scuole e prigioni, e ragionamenti sull'influenza spagnola e sulla cultura specifica dell'isola.
Journal of a Voyage Round the World, 1859–1860 (tr. Diario di viaggio intorno al mondo), racconta i 14 mesi di circumnavigazione che portò Dana in California, Hawaii, Cina, Giappone, Malaysia, Ceylon, India, Egitto ed Europa. Con la consueta curiosità e attenzione descrittiva, il diario ritrae anche alcuni eventi storici, come la vita di frontiera dei cercatori d'oro californiani, i rapporti consolari con le isole Hawaii, la seconda guerra dell'oppio in Cina, lo sviluppo del mercato internazionale grazie al nascente telegrafo e alla maggiore velocità delle navi a vapore rispetto a quelle a vela.
Ricoprì anche qualche carica politica minore e sperava di intraprendere una carriera diplomatica che non gli fu concessa. Morì a Roma e fu sepolto nel cimitero acattolico di Roma.
Tra le sue opere anche un suo An autobiographical sketch, 1815-1842 (tr. Schizzo autobiografico) e il suo The journal (stampato nel 1968 a cura di Robert F. Lucid, presso la Belknap Press of Harvard University Press di Cambridge).
Lontano dall'arte narrativa e dall'immaginazione di Conrad, Stevenson o Melville, come pure dagli slanci di certe poesie di Marianne Moore e altri, le caratteristiche della sua opera furono l'essenzialità quasi giornalistica nel descrivere gli avvenimenti di bordo e la precisione tecnicamente ineccepibile dei particolari di navigazione.

## Edizioni italiane
- Due anni davanti all'albero della neve, trad. Emma Masci Kiesler, Edizioni paoline, Roma 1967
- Due anni a prora (stampato insieme a Billy Budd di Melville), trad. Carlo Rossi Fantonetti, De Agostini, Novara, 1971
- Due anni a prora, Editrice incontri nautici, Roma 2001, ISBN 88-85986-27-7 ISBN 88-85986-32-3